# Ichikawa Beian

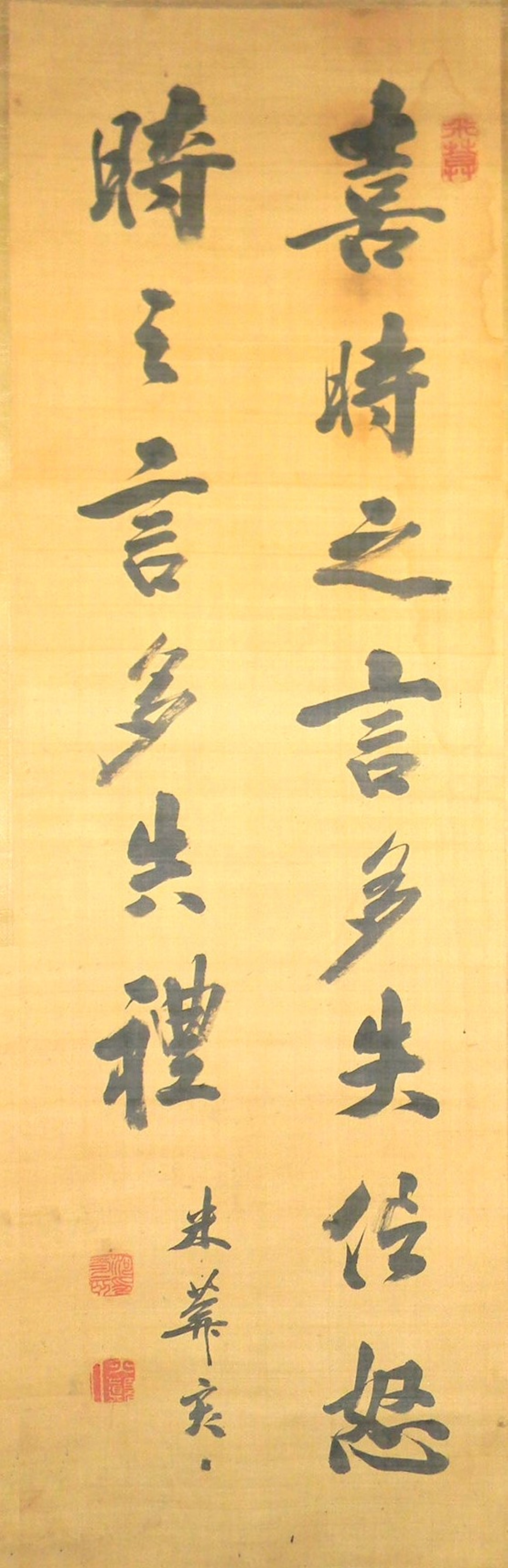
Kalligraphie

Ichikawa Beian (japanisch 市河 米庵; geboren 25. Oktober 1779 in Edo (Provinz Musashi); gestorben 26. August 1858 in daselbst) war ein japanischer Kalligraph und Poet in der späten Edo-Zeit.

## Leben und Wirken

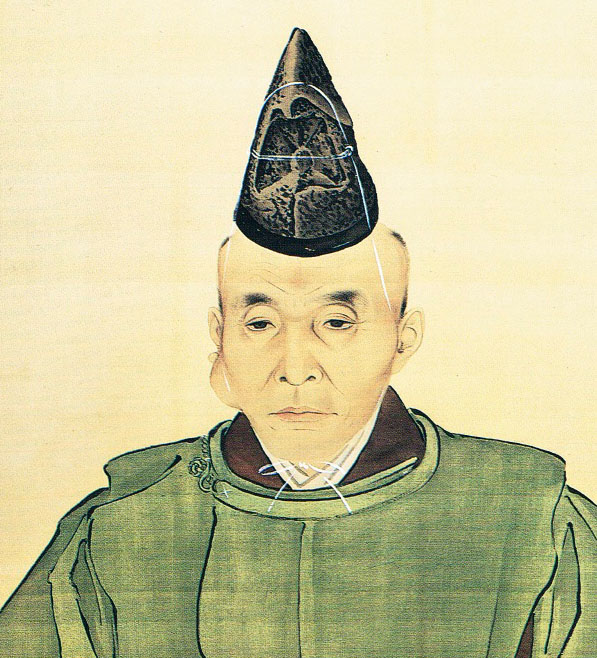
Porträt Ichikawa (Watanabe Kazan)

Ichikawa Beian war ein Sohn des Konfuzianisten Ichikawa Kansai (市河 寛斎; 1749–1820). Sein Vorname war Sangai (三亥), sein Rufnamen war Kōyō (孔陽) beziehungsweise Koharu (小春). Beian war sein „Gō“. Er führte auch andere „Gō“ wie Rakusai (楽斎) und Kindō-Sanjin (金洞山人). Er wurde schon in jungen Jahren von seinem Vater unterrichtet und lernte Neokonfuzianismus und Kalligraphie von Hayashi Jussai (1768–1841) und Shibano Ritsuzan (1736–1807).
Im Alter von 25 Jahren reiste Beian nach Nagasaki, wo er Kalligraphie direkt von Hu Zhaoxin (胡 兆新) lernte, der aus China der Qing-Dynastie stammte. Er verbesserte sich und nach, es entstand die Beian-Richtung der Kalligraphie (米庵流). Nach dem Tod seines Vaters fand er eine Anstellung beim wohlhabenden Kaga-Klan (加賀藩). Sein Ruhm wuchs noch mehr, und in seinen späteren Jahren soll er bis zu 5.000 Schüler gehabt haben, darunter Daimyō, Stadtbewohner und Mönche. Sein Pinselstrich ist meist kräftig und breit.
Beian wurde später, zusammen mit Maki Ryōko (1777–1843) und Nukina Kaioku (1778–1863), als einer der „Drei Pinels des Bakumatsu“  (幕末の三筆; Bakumatsu no sanpitsu) bezeichnet. Neben dem Manual „Ryakukaihō“ (略可法), das Formate für jede Form mit Rahmen, Länge und Breite auflistet, gibt es das Manual „Bokujo hikkei“ (墨場必携) – etwa „Ein Muss für den Umgang mit Schwarz“, das eine Sammlung von Phrasen und Gedichten enthält, die für die Kalligraphie aus chinesischen Klassikern geeignet sind. Es gibt noch weitere Bücher, die auch heute noch nützlich sind.